# Inseln des Arktischen Instituts
Die Inseln des Arktischen Instituts (russisch Острова Арктического института, Ostrowa Arktitscheskogo Instituta) sind eine unbewohnte Inselgruppe in der Karasee vor der Nordküste Russlands. Administrativ gehört die Inselgruppe zur Region Krasnojarsk. Die Inseln wurden 1932 im Rahmen der von Otto Juljewitsch Schmidt geleiteten sowjetischen Polarexpedition mit dem Eisbrecher Alexander Sibirjakow entdeckt und nach dem Arktischen Institut der UdSSR (heute „Arktisches und Antarktisches Forschungsinstitut“) benannt.

## Geographie
Die Inseln des Arktischen Instituts liegen rund 150 km nordwestlich der sibirischen Küste sowie 45 km südlich der Iswestija-ZIK-Inseln. Die Gruppe besteht aus einer großen Hauptinsel (Ostrow Bolschoi) sowie drei kleineren Inseln. Die Hauptinsel erstreckt sich fast 40 km in Nord-Süd-Richtung und ist bis zu 18 km breit. Zahlreiche Nehrungen – vor allem im Westen der Hauptinsel – umschließen mehrere Lagunen. Die Inseln sind durchweg flach und erreichen eine Höhe von nur 25 m über dem Meer. Die Inseln des Arktischen Instituts sind ein Bestandteil des Bolschoi Arktitscheski Sapowednik (russisch Большой Арктический государственный природный заповедник), des größten Naturschutzgebietes Russlands.